# Wellington, Sydafrika

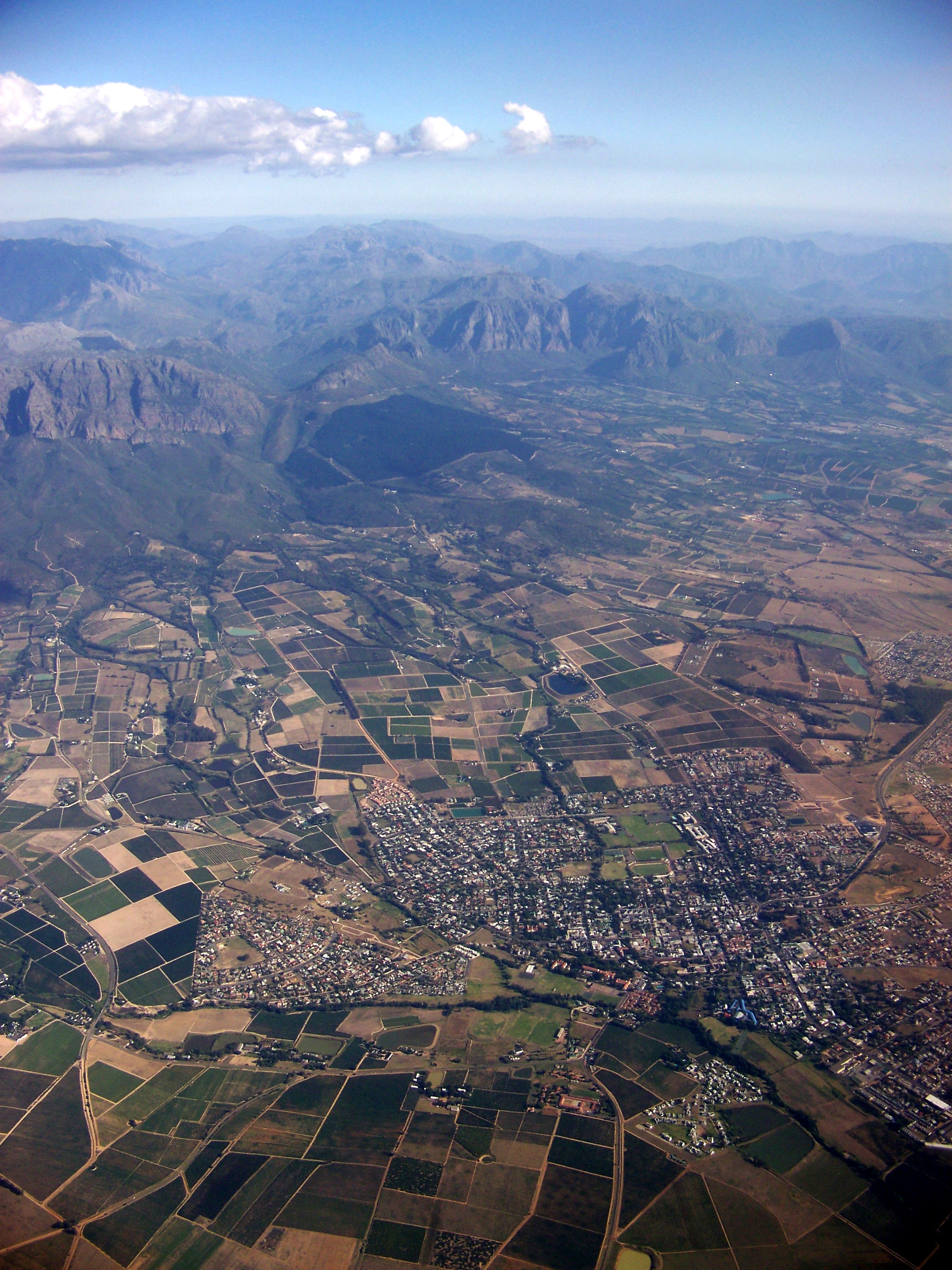
Flygfoto över östra Wellington.

Wellington är en stad i kommunen Drakenstein i Västra Kapprovinsen i Sydafrika, och är belägen nordost om Kapstaden. Folkmängden var 55 543 invånare vid folkräkningen 2011, på en yta av 30,16 kvadratkilometer. Wellington är sammanväxt med Paarl i söder, och med Mbekweni (en tätbefolkad township) mitt emellan.

## Områden
Wellington är indelat i tolv statistiska områden (subplaces):
- Berg-En-Dal
- Drommedaris
- Hillcrest
- Newtown
- Newtown-Wes
- Van Wyks Vlei
- Wellington Central
- Wellington East
- Wellington North
- Wellington SP1
- Wellington SP2
- Wellington SP3

Hillcrest är det folkrikaste området, med 11 762 invånare vid folkräkningen 2011. Drommedaris är det mest tätbefolkade området, med en befolkningstäthet på 42 931 invånare/km² 2011.